# Friedrichsgrund
Koordinaten: 51° 0′ 55,5″ N, 13° 53′ 9,1″ O

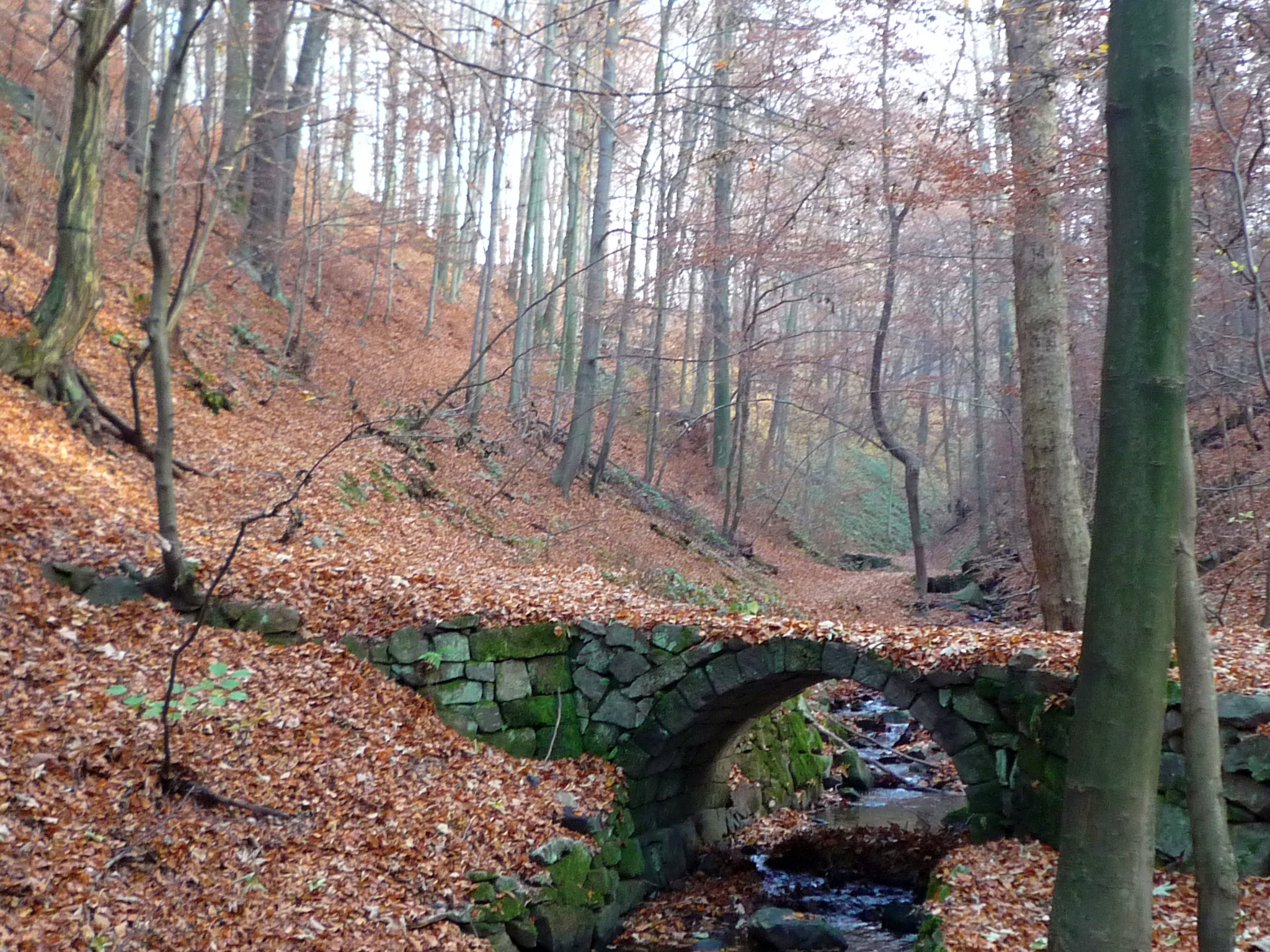
Friedrichsgrund im Herbst

Der Friedrichsgrund, auch Meixgrund genannt, ist ein rechtselbisches Seitental, das sich zwischen dem Dresdner Stadtteil Pillnitz und der Meixmühle erstreckt. Der Grund wird auf etwa 1,5 Kilometer Länge vom Friedrichsgrundbach, auch als Meixbach bezeichnet, durchflossen, der das ungefähr 80 Meter tiefe Kerbtal erzeugte. Der Name stammt vom Kurfürsten Friedrich August III. von Sachsen, welcher hier um 1780 einen Fußweg mit zahlreichen steinernen Brücken und anderen kleineren Staffagebauten anlegen ließ, die stellenweise bis heute erhalten sind.

## Geschichte

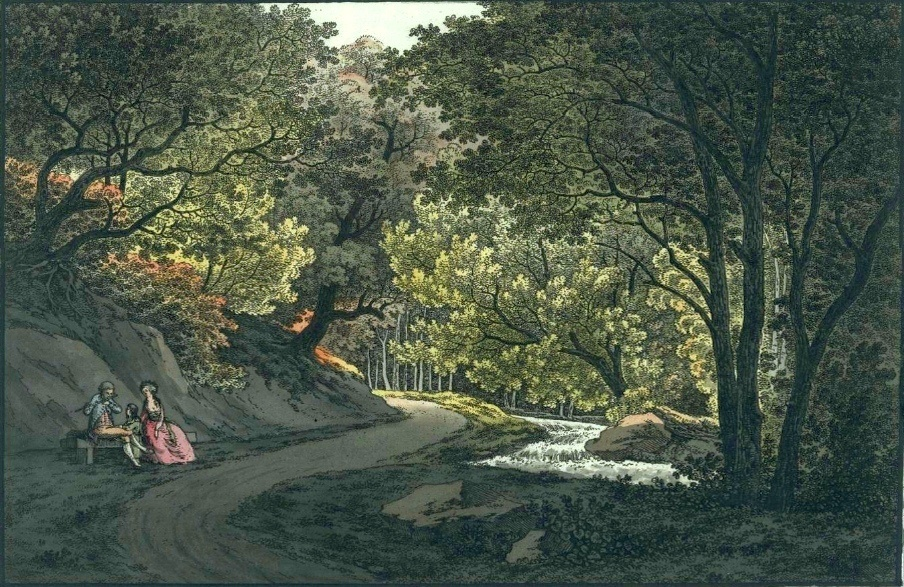
Der Friedrichsgrund im Jahr 1795

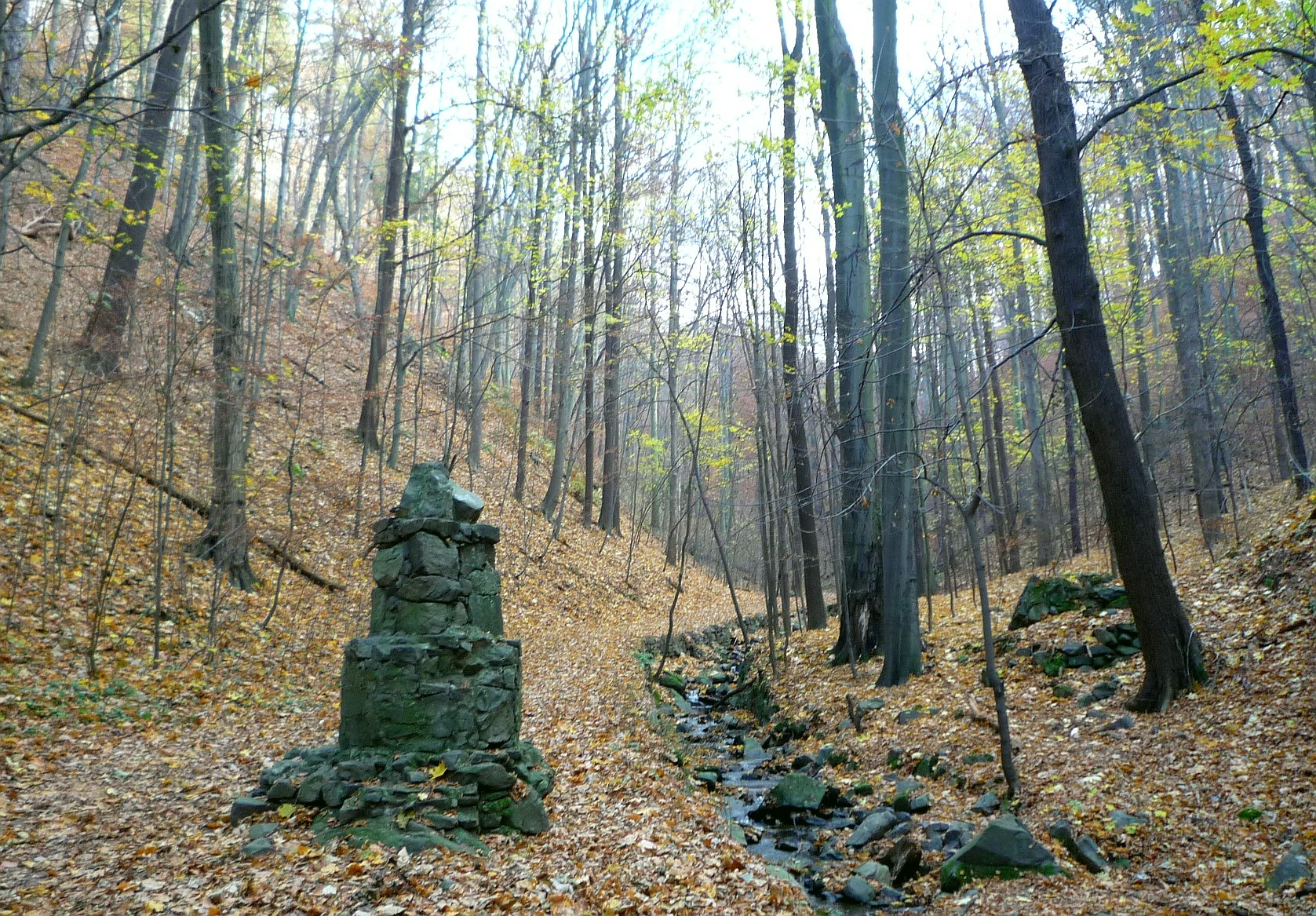
Irminsäule

Der Meixgrund wurde 1403 erstmals auf einer Schenkurkunde des Markgrafen Wilhelm von Meißen als „Vallis Michcz“ (Meutziggrund oder Meitzgrund) erwähnt.
Der vom nahegelegenen Schloss Pillnitz gut zu erreichende Grund wurde um 1780 durch behutsame Eingriffe in die bestehende Wald- und Tallandschaft für Wanderungen des Kurfürsten Friedrich August III. von Sachsen angepasst. Dazu legte man unter Federführung des Grafen Marcolini einen künstlichen Wasserfall, steinerne Ruhebänke und Brücken sowie weitere Denkmäler und Kleinbauten an. Für den künstlichen Wasserfall wurden drei Wasserbecken gebaut, die durch einen Kanal vom Meixmühlenteich sowie durch Regen- und Schmelzwasser der benachbarten Felder gespeist wurden. Sie konnte man bei Bedarf ablassen, um so einen 15- bis 20-minütigen Wasserfall zu ermöglichen.
Unweit einer am Taleingang befindlichen „graulichen Hütte“ und dem sich anschließenden Wasserfall ließ Marcolini ein verkleinertes steinernes Abbild der legendären Irminsul (Irminsäule), dem zentralen Heiligtum des Stammes der Sachsen, errichten. Das Original in Form einer großen Eiche oder Holzsäule hatte Kaiser Karl der Große im Jahr 772 während seiner Sachsenfeldzüge in Westfalen zerstört. Entlang des Wanderpfades entstanden auch Bauten mit persönlichem Bezug zum Kurfürsten, wie z. B. „Amaliens Rosenhügel“, eine bauliche Widmung mit Säule und aufgesetzter Vase für die Gemahlin des Kurfürsten, Marie Amalie Auguste.
Auf einer südlichen Anhöhe über dem Friedrichsgrund wurde 1785 höchstwahrscheinlich unter Leitung von Johann Daniel Schade eine künstliche Ruine in Form einer verfallenen gotischen Ritterburg errichtet. Deren Innenraum nutze man u. a. als Speisesaal für die Bewirtung der höfischen Gesellschaft, insbesondere am Ende der kurfürstlichen Wanderungen. Ein ähnliches Bauwerk in Form einer als „Eremitage“ bezeichneten künstlichen Grotte entstand bereits zehn Jahre zuvor auf dem nahegelegenen Borsberg. Ferner gehörten mehrere hölzerne Zelte, die um die Eremitage herum gruppiert standen und von denen heute noch Grundmauern zu erkennen sind, zur Ausstattung des Borsberges. Im 19. Jahrhundert entwickelte sich der nun nach dem späteren König benannte Friedrichsgrund, einschließlich seiner Fortsetzung durch den Wanderpfad zum Borsberg, zum beliebten Ausflugsziel sowohl des naturverbundenen Kurfürsten als auch für die Einwohner des Ortes Pillnitz.
August Bebel besuchte 1886 den Friedrichsgrund und leitete in der Meixmühle eine Landesdelegiertenkonferenz der durch das damalige Sozialistengesetz verbotenen SPD.
Den im Ort Pillnitz gelegenen Teil des Grundes befestigte man im 19. Jahrhundert; um 1900 erfolgte der Ausbau dieses Abschnitts zur Fahrstraße.

## Meixmühle

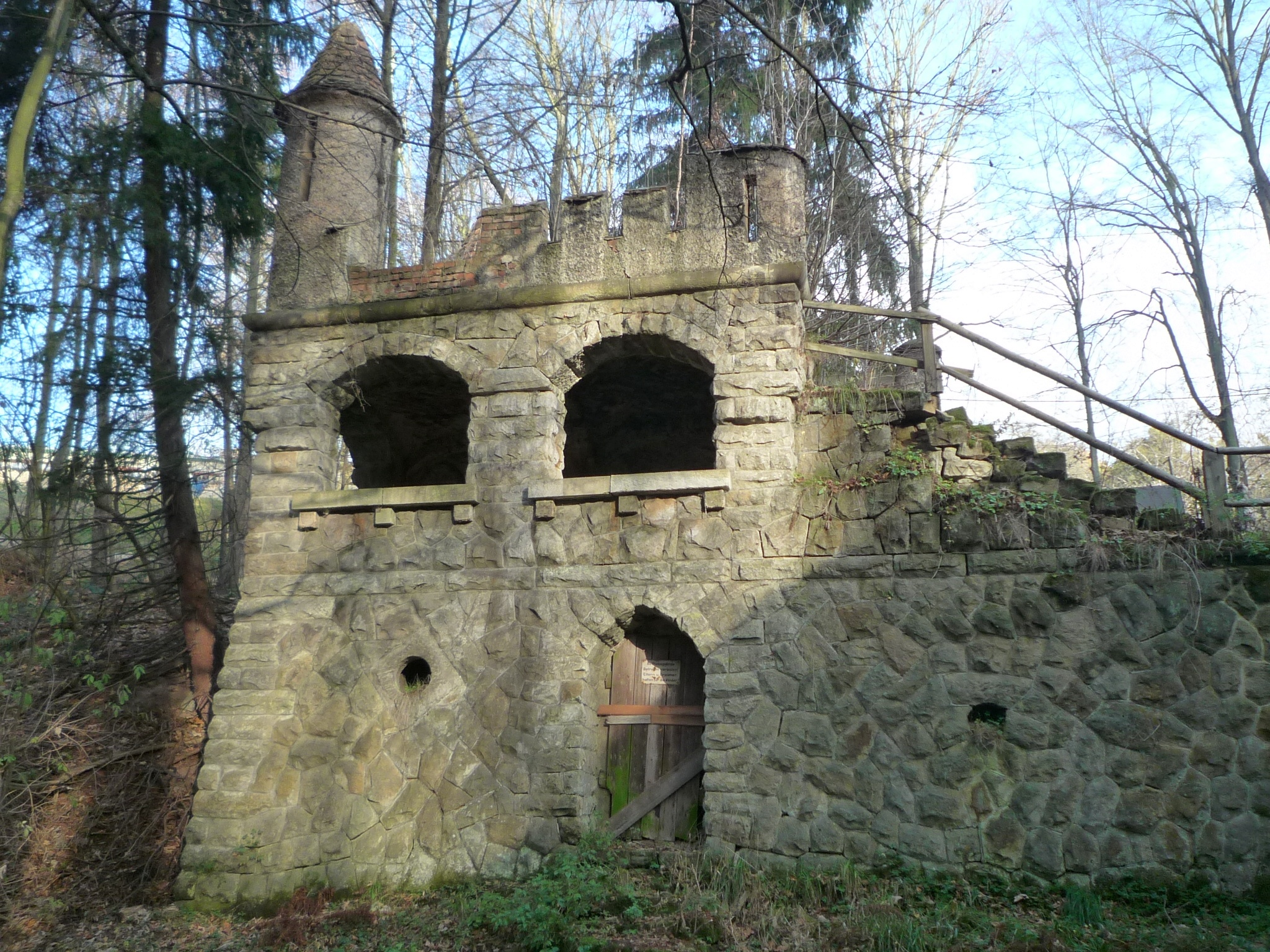
Drachenburg

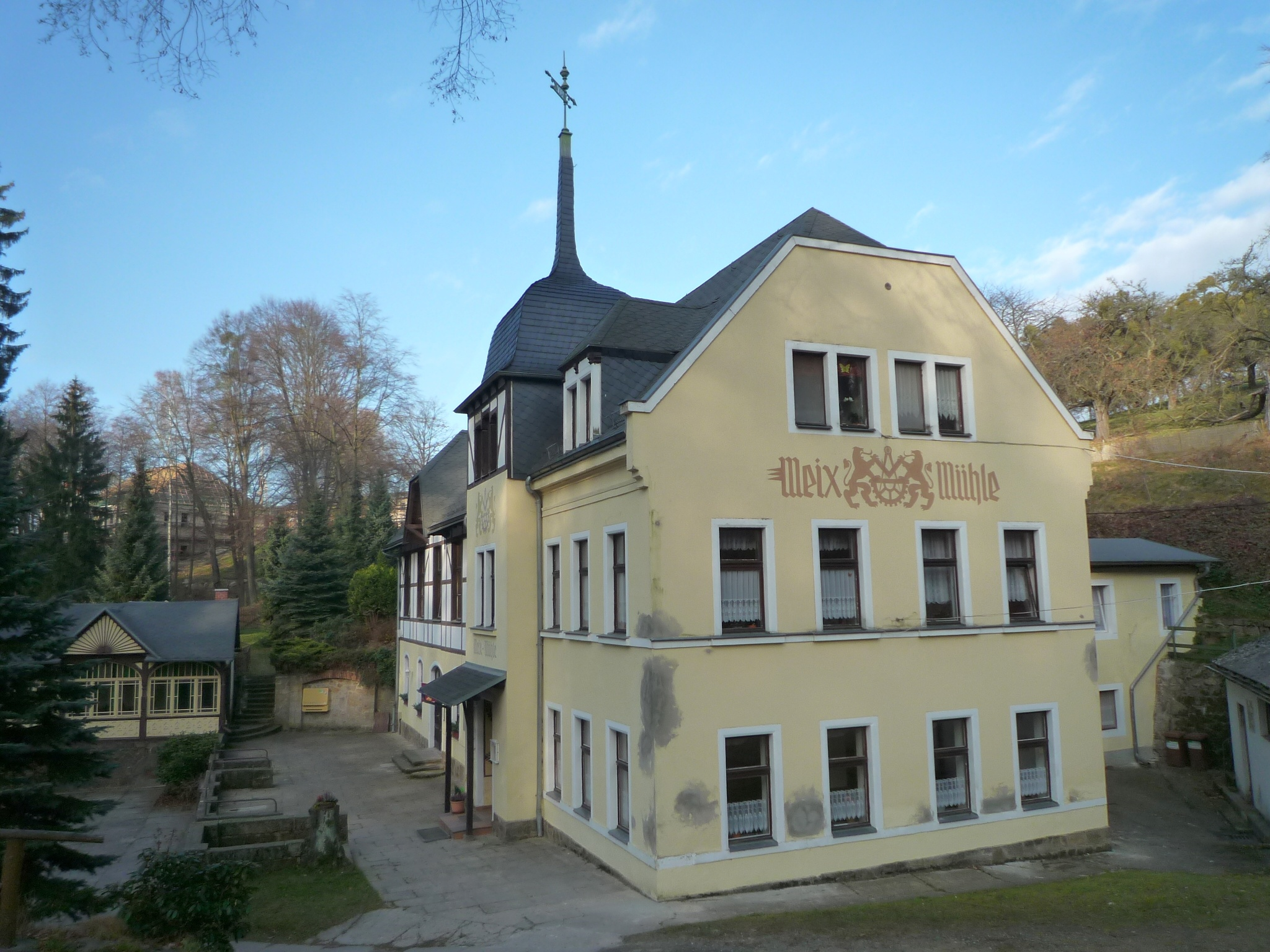
Meixmühle

Die sich am nordöstlichen Ende des Friedrichsgrundes befindliche Meixmühle wurde 1403 erstmals urkundlich erwähnt. Der Name soll der Sage nach auf den einst im Meixgrund hausenden Drachen Meix zurückgehen, der alljährlich eine Bauernmagd als Opfer verlangte. Ein Müllerbursche tötete das Ungeheuer und rettete so die Tochter des Müllers vor dem Tod.
Schon im 19. Jahrhundert entwickelte sich die Mühle zu einem beliebten Ausflugsziel. Sie wurde 1895 bei einem Brand völlig zerstört und im Folgejahr wieder aufgebaut. 1896 versetzte man den zuvor auf der sächsischen Kunstgewerbeausstellung präsentierten hölzernen Wendenhof neben den Gasthof. Er bildet noch heute das Zugangstor vom Friedrichsgrund in den Gästegarten der Meixmühle. 1903 errichtete man die Drachenburg, die an die Sage vom Drachen Meix erinnern soll.
1931 wurde die Meixmühle eine Herberge und diente ab 1945 als Kinderferienlager. Nach einer umfassenden Sanierung öffnete die Gaststätte wieder 1992.

## Historische Abbildungen

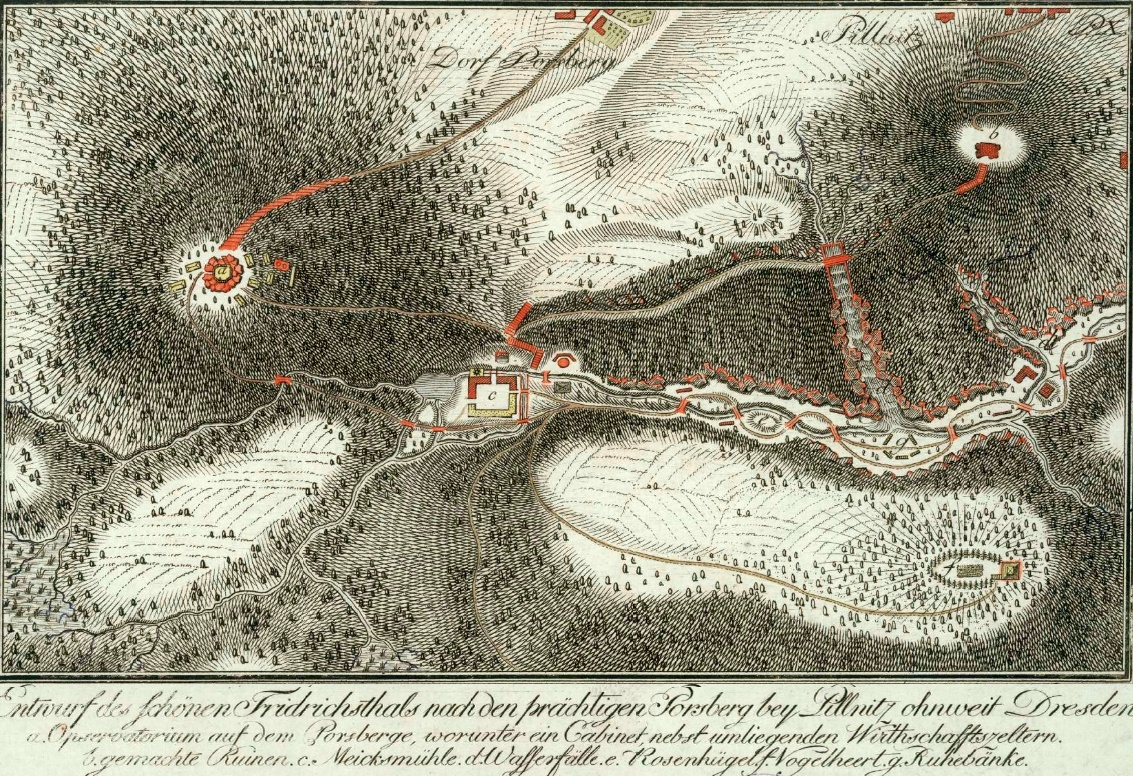
Karte um 1850 mit Borsberg (a), künstlicher Ruine (b), Meixmühle  (c), Wasserfällen (d) und Rosenhügel (e)
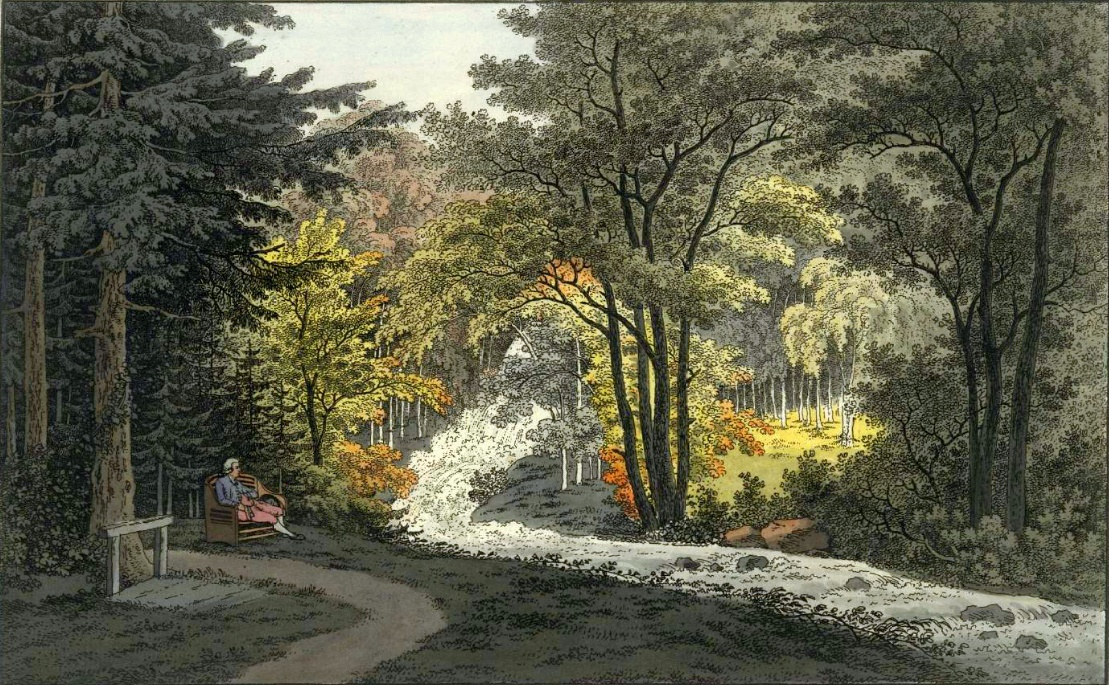
Der Wasserfall im Friedrichsgrund (J. P. Veith, ca. 1795)
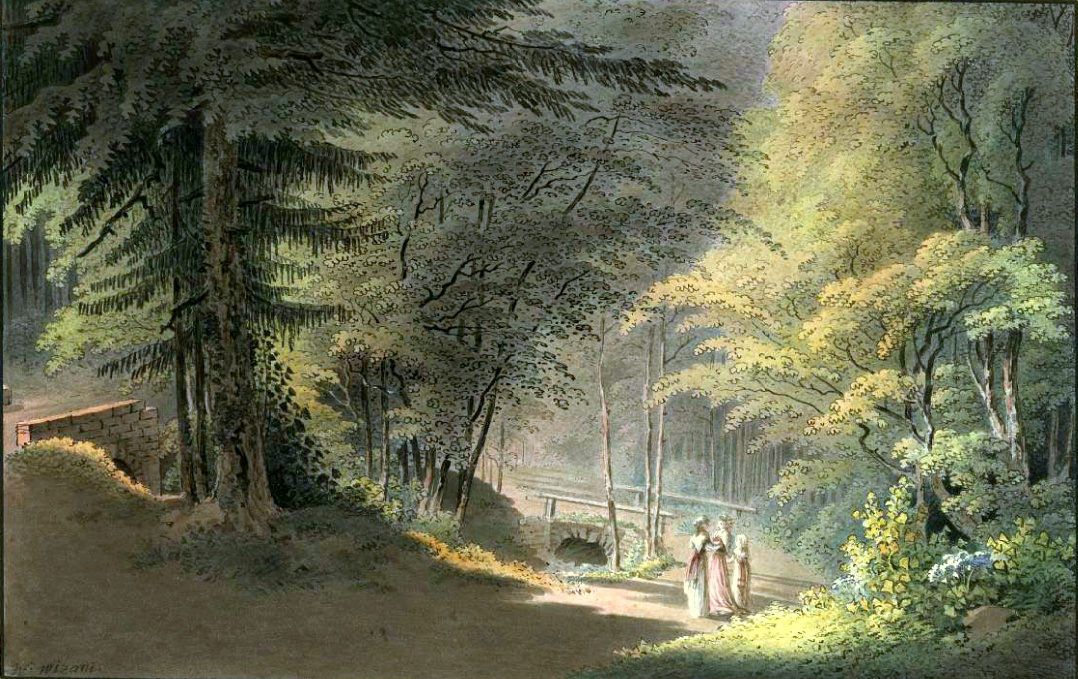
Im Friedrichsgrund bei Pillnitz (J. F. Wizani, ca. 1800)
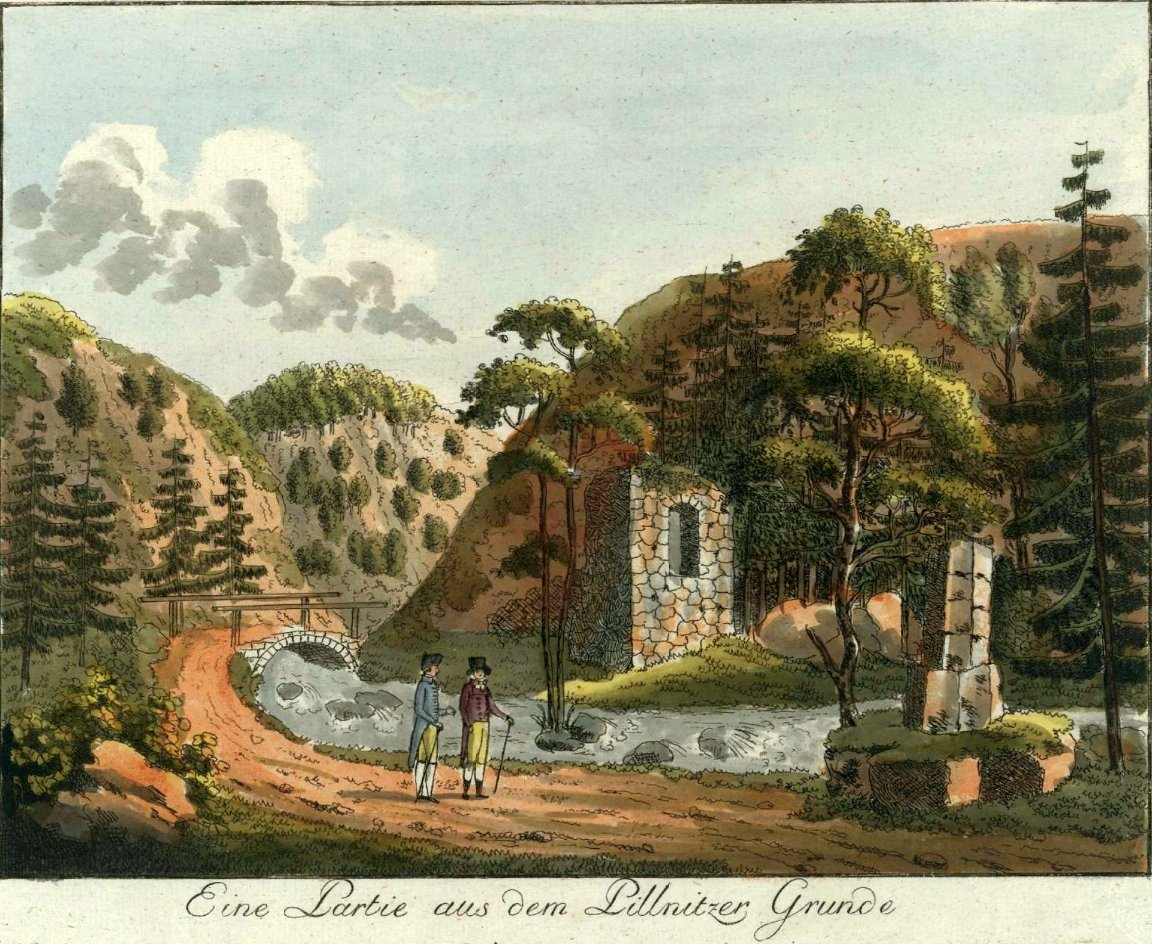
Friedrichsgrund mit Irminsäule und Resten eines "antiken Tempels" (Hilscher, ca. 1800)